# Няугу (приток Чирко-Кеми)
Няугу (в верхнем течении Ледма и Ледмозерка) — река в России, протекает в Республике Карелия. Устье реки находится в 69 км по левому берегу реки Чирко-Кемь. Длина реки — 58 км, площадь водосборного бассейна — 596 км².

## Бассейн
Няугу протекает через озёра Няугуярви, Ледмозеро (с притоком реки Ковдооя, вытекающей из Ковдозера) и Челмозеро.
Также к бассейну Няугу относится правый приток Луохи и озеро Большозеро.

## Галерея

Ледма
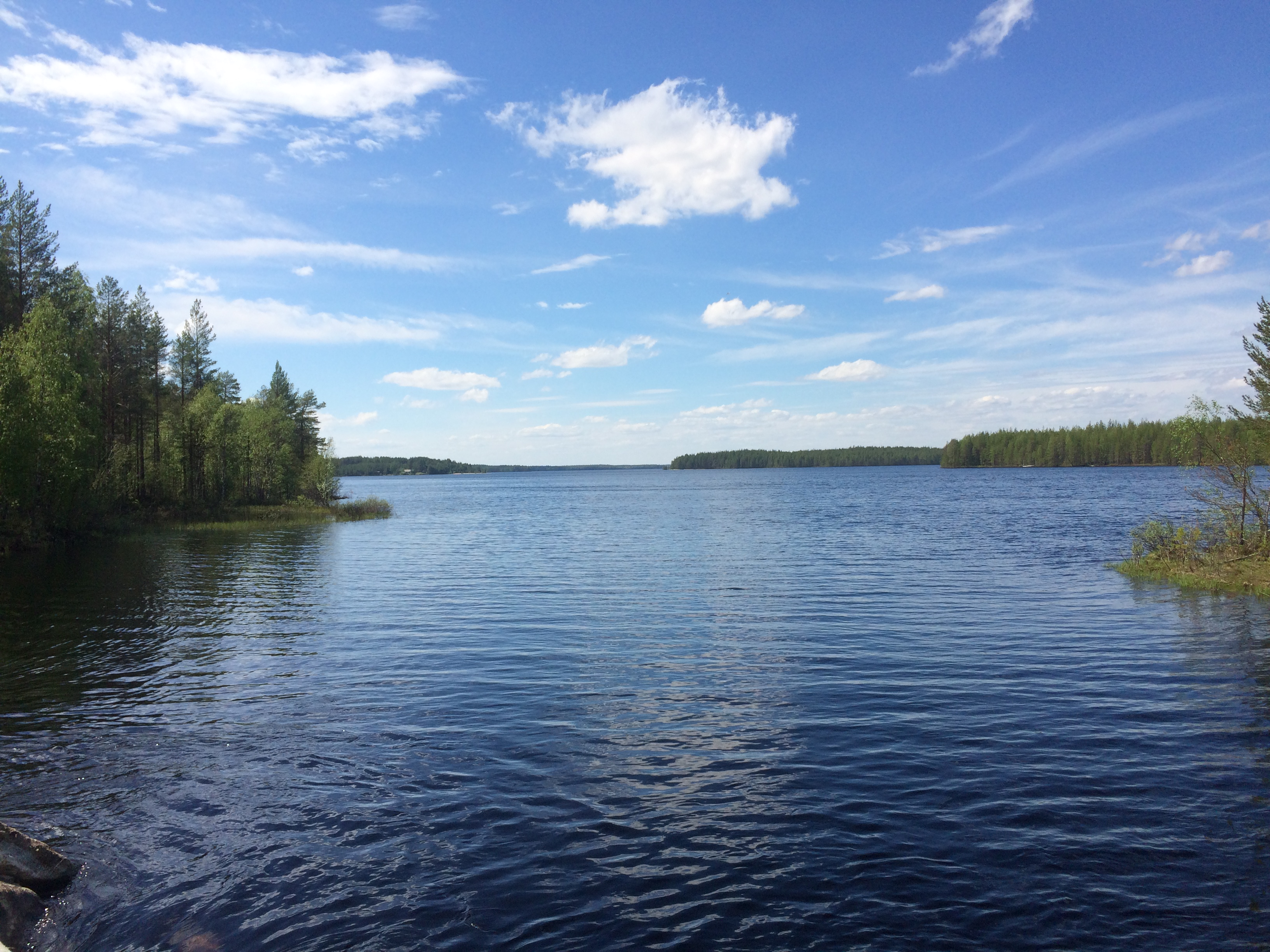
Вид на Ледмозеро
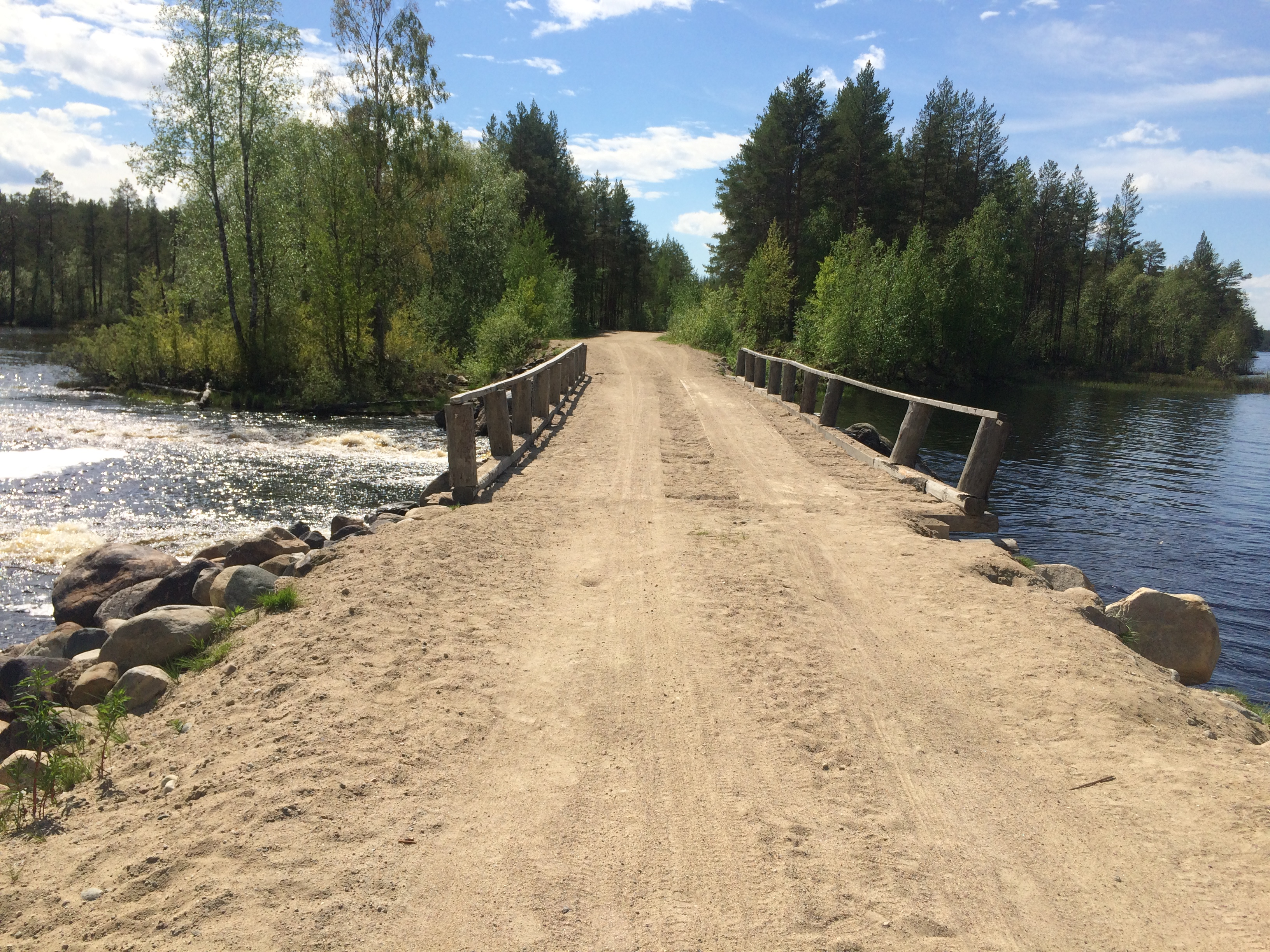
Автомобильный мост

## Данные водного реестра
По данным государственного водного реестра России относится к Баренцево-Беломорскому бассейновому округу, водохозяйственный участок реки — Кемь от Юшкозерского гидроузла до Кривопорожского гидроузла. Речной бассейн реки — бассейны рек Кольского полуострова и Карелии, впадает в Белое море.
Код объекта в государственном водном реестре — 02020000912102000003907.